# 第百二十三国立銀行
第百二十三国立銀行（だいひゃくにじゅうさんこくりつぎんこう）は、明治期に富山県富山町（現・富山市）に設立された国立銀行。
富山藩の士族らと富山の売薬行商人が共同で設立したもので、1878年（明治11年）12月17日に設立認可されて同月20日に開業免状が下付され、翌年1879年（明治12年）2月1日に開業した。
資本金は8万円。
初代の頭取は士族の前田則邦で、5人の役員のうち副頭取の密田林蔵と取締役の中田清兵衛の2人が富山の売薬行商人で、この2名が実質的な資本の出資者となった。
取締役の中田清兵衛ら5人が願い出て設立した製薬会社で当時の富山の製薬のほぼ3分の1を取り扱っていた廣貫堂に出張所を設置し、原料薬の仕入れ代金、従業員給料の支払い、売薬行商人の仕入れ代金など廣貫堂の出納をすべて取り扱っていた。
そのため、売薬業者の預金や貸出金が多く、扱う金額も当時としては大きなものとなっていた。
1884年（明治17年）1月4日に金沢市にあった資本金20万円の金沢第十二国立銀行と合併し、本店を富山に置いて富山第十二国立銀行として営業することになったため、第百二十三銀行国立銀行としての歴史を閉じることになった。

## 沿革
- 1878年（明治11年）
  - 12月17日：設立認可[2]
  - 12月20日：開業免状が下付される[2]
- 1878年（明治12年）2月1日：開業[2]
- 1884年（明治17年）10月28日：金沢第十二国立銀行と合併し、富山第十二国立銀行（本店：富山）となる[2]